# Ecdysozoa
Los ecdisozoos (Ecdysozoa, del griego ἔκδυσις, ékdusis, “remoción”) constituyen un superfilo del reino animal (Animalia). Fue propuesto en 1997, aunque su pertinencia fue sugerida ya hace más de un siglo. Reúne a varios filos, de los que los más importantes son los artrópodos y los nematodos, que tienen en común la posesión de una cutícula externa (una película resistente formada por secreción) y crecen por mudas (o ecdisis, que es de donde proviene el nombre del clado).

## Filogenia
La sistemática clásica agrupa los artrópodos con los anélidos en el supergrupo Articulata, el cual está directamente emparentado con los moluscos; los nematodos y el resto de pseudocelomados quedan, en este esquema, filogenéticamente alejados de los articulados porque no tienen celoma, no están metamerizados, etc.
Por tanto, el reconocimiento de los ecdisozoos como supergrupo dentro de los protóstomos no había sido aceptado por todos los zoólogos, reticentes a adoptar un cambio tan drástico en la clasificación de los animales. Sin embargo esta hipótesis no solo esta respaldada por la presencia de la cutícula externa y el proceso de muda (ecdisis), sino también por todos los análisis moleculares. Además los anélidos poseen segmentación espiral del huevo y larvas trocóforas rasgo que los artrópodos y otros ecdisozoos carecen.
Desde 2003 se tuvo un amplio consenso para apoyar a Ecdysozoa como un clado monofilético y en 2011 la Medalla Darwin-Wallace fue otorgada a James Lake por el descubrimiento de la Nueva Filogenia Animal Bilateriana que consiste en Deuterostomia, Protostomia y este a su vez comprendiendo dos grandes grupos Ecdysozoa y Spiralia.
Los estudios filogenéticos basados en la secuencia de ARN y aminoácidos que intentan evitar los errores sistemáticos han dado la siguiente filogenia:
|  | Loricifera                                                 |
|  |                                                            |
|  | \| \| Priapulida \| \| \| \| \| \| Kinorhyncha \| \| \| \| |
|  |                                                            |
|  | Priapulida                                                 |
|  |                                                            |
|  | Kinorhyncha                                                |
|  |                                                            |

|  | Priapulida  |
|  |             |
|  | Kinorhyncha |
|  |             |

|  | Nematomorpha |
|  |              |
|  | Nematoda     |
|  |              |

|             | Tardigrada                                                 |
|             |                                                            |
| Antennopoda | \| \| Onychophora \| \| \| \| \| \| Arthropoda \| \| \| \| |
|             | \| \| Onychophora \| \| \| \| \| \| Arthropoda \| \| \| \| |
|             | Onychophora                                                |
|             |                                                            |
|             | Arthropoda                                                 |
|             |                                                            |

|  | Onychophora |
|  |             |
|  | Arthropoda  |
|  |             |

|  | Nematomorpha |
|  |              |
|  | Nematoda     |
|  |              |

|             | Tardigrada                                                 |
|             |                                                            |
| Antennopoda | \| \| Onychophora \| \| \| \| \| \| Arthropoda \| \| \| \| |
|             | \| \| Onychophora \| \| \| \| \| \| Arthropoda \| \| \| \| |
|             | Onychophora                                                |
|             |                                                            |
|             | Arthropoda                                                 |
|             |                                                            |

|  | Onychophora |
|  |             |
|  | Arthropoda  |
|  |             |

|  | Loricifera                                                 |
|  |                                                            |
|  | \| \| Priapulida \| \| \| \| \| \| Kinorhyncha \| \| \| \| |
|  |                                                            |
|  | Priapulida                                                 |
|  |                                                            |
|  | Kinorhyncha                                                |
|  |                                                            |

|  | Priapulida  |
|  |             |
|  | Kinorhyncha |
|  |             |

|  | Nematomorpha |
|  |              |
|  | Nematoda     |
|  |              |

|             | Tardigrada                                                 |
|             |                                                            |
| Antennopoda | \| \| Onychophora \| \| \| \| \| \| Arthropoda \| \| \| \| |
|             | \| \| Onychophora \| \| \| \| \| \| Arthropoda \| \| \| \| |
|             | Onychophora                                                |
|             |                                                            |
|             | Arthropoda                                                 |
|             |                                                            |

|  | Onychophora |
|  |             |
|  | Arthropoda  |
|  |             |

|  | Nematomorpha |
|  |              |
|  | Nematoda     |
|  |              |

|             | Tardigrada                                                 |
|             |                                                            |
| Antennopoda | \| \| Onychophora \| \| \| \| \| \| Arthropoda \| \| \| \| |
|             | \| \| Onychophora \| \| \| \| \| \| Arthropoda \| \| \| \| |
|             | Onychophora                                                |
|             |                                                            |
|             | Arthropoda                                                 |
|             |                                                            |

|  | Onychophora |
|  |             |
|  | Arthropoda  |
|  |             |